# Camille Sullivan
Camille Sullivan (Toronto, 6 luglio 1975) è un'attrice canadese.

## Biografia
Attiva sia in teatro che nel cinema, è però diventata famosa per aver preso parte ad importanti serie televisive come Rookie Blue, Da Vinci's Inquest, Intelligence e Shattered. Ha vinto un Leo Award per la sua interpretazione nel film Normal (2007). Nel 2015 partecipa nella serie TV L'uomo nell'alto castello, distribuita da Amazon Video.

## Filmografia

### Cinema
- Screwed - Due criminali da strapazzo (Screwed), regia di Scott Alexander e Larry Karaszewski (2000)
- Campioni di razza (Best in Show), regia di Christopher Guest (2000)
- A Problem with Fear, regia di Gary Burns (2003)
- Neverwas - La favola che non c'è (Neverwas), regia di Joshua Michael Stern (2005)
- Mount Pleasant, regia di Ross Weber (2006)
- Normal, regia di Carl Bessai (2007)
- Mothers & Daughters, regia di Carl Bessai (2008)
- Mister Vendetta (The Traveler), regia di Michael Oblowitz (2010)
- Sisters & Brothers, regia di Carl Bessai (2011)
- Presa mortale - Il nemico è tra noi (The Marine 3: Homefront), regia di Scott Wiper (2013)
- Ally Was Screaming, regia di Jeremy Thomas (2014)
- Dead Rising: Endgame, regia di Pat Williams (2016)
- The Unseen, regia di Geoff Redknap (2016)
- Kingsway, regia di Bruce Sweeney (2018)
- Wolf Hunter (Hunter Hunter), regia di Shawn Linden (2020)
- Agente speciale Ruby (Rescued by Ruby), regia di Katt Shea (2022)
- Exile, regia di Michael Beaton (2022)
- She Talks to Strangers, regia di Bruce Sweeney (2023)
- Shelby Oaks, regia di Chris Stuckmann (2024)

### Televisione
- Dead Man's Gun – serie TV, 1 episodio (1998)
- First Wave – serie TV, 1 episodio (1998)
- Beggars and Choosers – serie TV (1999)
- So Weird - Storie incredibili (So Weird) – serie TV, 1 episodio (2000)
- The Immortal – serie TV, 1 episodio (2000)
- Big Sound – serie TV, 5 episodi (2000-2001)
- Da Vinci's Inquest – serie TV, 28 episodi (2001-2005)
- Dark Angel – serie TV, 1 episodio (2002)
- Beyond Belief: Fact or Fiction – serie TV, 1 episodio (2002)
- Taken – miniserie TV (2002)
- Cold Squad - Squadra casi archiviati (Cold Squad) – serie TV, 1 episodio (2004)
- The L Word – serie TV, 2 episodi (2004-2005)
- Battlestar Galactica – serie TV, 1 episodio (2005)
- Reunion – serie TV, 1 episodio (2005)
- Terminal City – serie TV, 2 episodi (2005)
- Intelligence – serie TV, 24 episodi (2005-2007)
- Sea Beast – film TV (2008)
- Tempesta di ghiaccio (Ice Twisters) – film TV (2009)
- Goblin – film TV (2010)
- R. L. Stine's The Haunting Hour – serie TV, 1 episodio (2010)
- Stargate Universe – serie TV, 1 episodio (2010)
- Shattered – serie TV, 13 episodi (2010-2011)
- Hellcats – serie TV, 4 episodi (2011)
- The Killing – serie TV, 1 episodio (2011)
- Rookie Blue – serie TV, 7 episodi (2011)
- Combat Hospital – serie TV, 1 episodio (2011)
- The Secret Circle – serie TV, 1 episodio (2011)
- Flashpoint – serie TV, 1 episodio (2011)
- Alcatraz – serie TV, 1 episodio (2012)
- Falling Skies – serie TV, 1 episodio (2012)
- Motive – serie TV, 1 episodio (2013)
- Red Widow – serie TV, 7 episodi (2013)
- Proof – serie TV, 1 episodio (2015)
- L'uomo nell'alto castello (The Man in the High Castle) – serie TV, 7 episodi (2015-2016)
- The Disappearance – serie TV, 1 episodio (2017)
- Big Sky – serie TV, 4 episodi (2020-2021)
- Helstrom – serie TV, 1 episodio (2020)

## Doppiatrici italiane
Nelle versioni in italiano delle opere in cui ha recitato, Camille Sullivan è stata doppiata da:
- Angiolina Gobbi in Shattered, Rookie Blue
- Marina Guadagno in Red Widow, L'uomo nell'alto castello
- Irene Di Valmo in The L Word
- Emanuela Baroni in The Killing
- Antonella Alessandro in Falling Skies
- Francesca Fiorentini in Motive
- Barbara Sacchelli in Big Sky
- Monica Migliori in Supergirl
- Domitilla D'Amico in Agente speciale Ruby